# Bugs Moran
George Clarence Moran, známý jako Bugs Moran (Buggy-šílený) (21. srpna 1893 Saint Paul, Minnesota – 25. února 1957 Leavenworth, Kansas), byl chicagský gangster, jeden z hlavních konkurentů mafiánského bosse Al Capona.

## Mládí
George Moran se narodil v roce 1893 do rodiny imigrantů (datum narození není jednoznačně doloženo). Jeho rodiče byli francouzského původu, otec pocházel z Alsaska-Lotrinska, matka z Quebecu; oba byli katolického vyznání.
Nejdříve bydleli ve městě Saint Paul v Minnesotě, brzy se však přestěhovali do Chicaga.
Moran se přidal k pouličním gangům, byl několikrát vězněn kvůli vloupání. V té době také získal svoji přezdívku Bugs. Říkalo se o něm, že je tak trochu praštěný.
Zaměřil se na oblast hazardních her, vydírání a za prohibice na obchod s alkoholem. Spřátelil se s Dionem O'Banionem a stal se důležitým členem jeho gangu.

## North Side Gang
O'Banion vedl skupinu Irů, kteří si získali výsadní postavení v oblasti distribuce alkoholu a byli tak vážnou konkurencí Johnny Torria a Al Capona.
10. listopadu 1924 nechal Johnny Torrio Diona O'Baniona zabít. Stalo se tak v jeho ústředí, v květinářství William Schofield's Flower Shop.
Vedení gangu se ujal Hymie Weiss. Spolu s Moranem, Druccim a dalšími muži se pokoušeli smrt O'Baniona pomstít.
Moranovi se málem podařilo Torria zabít 24. ledna 1925. Torrio byl tehdy velmi vážně zraněn a vedení mafiánské organizace předal Al Caponovi.
20. září 1926 přežil Al Capone útok, který provedli Weiss a Moran. Kolem restaurace, ve které Al Capone obědval, projela kolona aut, ze kterých se bez přerušení střílelo. Al Capone však zraněn nebyl.
11. října 1926 byl Hymie Weiss Al Caponovými muži zabit.
V roce 1926 se Bugs Moran oženil, vzal si Alici Roberts.
Když pak v dubnu roku 1927 zemřel Vincent Drucci, stal se Bugs Moran jediným šéfem gangu.

## Masakr na Den svatého Valentýna
14. února 1929 nechal Al Capone zabít šest hlavních Moranových mužů. Akci zorganizoval Jack McGurn. Jeho cíl, Bugs Moran, však smrti unikl pouze náhodou.
McGurn vybral své muže mimo Chicago, aby nebylo hned zřejmé, že se jednalo o jeho lidi. Pronajal také některé byty v okolí místa činu, aby v nich postavil hlídky. Nakonec ukradl policejní vůz a dvě policejní uniformy.
Podle plánu měl tehdy Moran převzít náklad velmi kvalitní whisky. Jeho lidé (šest členů gangu a jeden přítel) byli ten den na místě v garáži, aby pomohli s překládáním beden. Moran sám však na schůzku nedorazil – měl zpoždění. Když přicházel, spatřil policejní auto a utekl. Z auta vystoupili policisté i muži v civilu.
Moranovi gangsteři se v domnění, že se jedná o skutečný policejní zátah, bez odporu seřadili hlavou ke zdi a dali ruce za hlavu. Všichni pak byli postříleni. (Pouze Frank Gusenberg žil ještě asi tři hodiny po příjezdu skutečné policie, ale odmítl vypovídat.)
Po skončení palby vyšli z garáže Al Caponovi muži v policejních uniformách a před nimi předstírali zatčení muži v civilu. Vypadalo to, že policie dopadla pachatele. Všichni pak odjeli.
Masakr na Den svatého Valentýna tak ukončil válku, která probíhala mezi mafiánským gangem Johnny Torria a gangem North Side Gang.

## Úpadek
V dubnu roku 1930 byl uveřejněn list veřejných nepřátel. Al Capone stál na prvním místě, Jack McGurn byl čtvrtý a Bugs Moran šestý. Celkem bylo zveřejněno 28 jmen.
Po skončení prohibice v roce 1933 se začaly zločinecké gangy místo obchodu s alkoholem věnovat obchodu s drogami. Bugs Moran, jehož hlavní muži byli nyní mrtví, však prakticky ztratil v podsvětí vliv.
Hazardní hry, které Moran dříve ovládal, přebral Frank Nitti (nástupce Al Capona) a o ostatní se postaral Lucky Luciano.
V roce 1936 byl zabit Jack McGurn, není však jasné, kdo za jeho vraždou stál.
Kolem roku 1940 se Moran přestěhoval do Ohia. Jeho hlavní činností byly loupeže, krádeže a padělání bankovek.

## Smrt
V červenci roku 1946 byl Moran zatčen za loupež a 10 let pak strávil ve věznici v Ohiu. Po propuštění byl znova odsouzen za jiný trestný čin a dalších 10 let si měl odpykat v Leavenworth ve státě Kansas.
25. února 1957 však zemřel ve vězení na rakovinu plic.